# Seddiner See
Seddiner See – gmina w Niemczech w kraju związkowym Brandenburgia, w powiecie Potsdam-Mittelmark.

## Dzielnice
W skład gminy wchodzą trzy dzielnice:
- Kähnsdorf
- Neuseddin
- Seddin

## Transport
W Neuseddin znajduje się jedna z największych stacji rozrządowych w Niemczech.